# Gavirate
Gavirate là một đô thị và thị xã của Ý. Đô thị này thuộc tỉnh Varese trong vùng Lombardia. Gavirate có diện tích 13,3 km2, dân số theo ước tính ngày 31/12 năm 2004 của Viện thống kê quốc gia Ý là 9438 người. Gavirate cách Milano 10 km về hướng tây bắc và 10 km về hướng tây bắc Varese.
Các đơn vị dân cư: Oltrona al Lago, Voltorre, Groppello, Le Vigne, Fignano, Groppoto, Forte di Orino, Fienile delle Pianezze, Armino, Pozzolo, Cual, Case dei Monti, Ronco, và M.o Benedetto.
Đô thị Gavirate giáp với các đô thị: Barasso, Bardello, Besozzo, Biandronno, Casciago, Cocquio-Trevisago, Comerio, Cuvio, Varese.